# والتر أوتو مولر
والتر أوتو مولر (بالألمانية: Walther Otto Müller)‏ هو عالم أشنيات ‏ ومؤلف وعالم نبات ألماني، ولد في 20 يونيو 1833، وتوفي في 17 يوليو 1887.